# Кліфорд Гірц
Кліфорд Джеймс Гірц (англ. Clifford James Geertz, нар.23 серпня 1926, Сан-Франциско — пом.30 жовтня 2006, Філадельфія) — американський антрополог та соціолог. Засновник інтерпретативної (символічної) антропології, що займається вивченням різноманітних культур і впливом концепції культури на концепцію людини.

## Біографія
Кліфорд Джеймс Гірц народився 23 серпня 1926 року у м. Сан-Франциско. У часи Другої Світової війни служив у воєнно-морському флоті США. Після закінчення війни навчався у Антіохійському коледжі, де вивчав англійську мову та філософію. Після отримання диплому бакалавра у 1950 р. зацікавився соціальними науками, після чого поступив до Гарвардського департаменту соціальних відносин. У 1956 р. він отримав докторську степінь з філософії у Гарвардському університеті. З 1970 року і до своєї смерті він був професором (а з 2000 р. — почесним професором) Інституту перспективних досліджень у Принстонському університеті.
Кліфорд Гірц отримав ступінь почесного доктора від приблизно 15 університетів та коледжів, включно з Гарвардським, Чиказьким та Кембриджським університетами. Був одружений із антропологинею Гільдред Гірц, а після розлучення одружився з Карен Блу, також антропологинею. Помер Кліфорд Гірц у 30 жовтня 2006 року від ускладнень, що виникли після операції на серці.

## Польові дослідження
Кліфорд Гірц брав активну участь у польових дослідженнях. Наприкінці 1951 року він приєднався до дослідницького проєкту в Індонезії. У 1952—1954 роках був у складі команди дослідників, які працювали у місті Моджокуто, о. Ява. На основі результатів дослідження, у 1960 р. Гірц написав свою першу вагому працю «The Religion of Java». Вслід за нею у 1963—1964 рр. вийшли «Peddlers and Princes», у якій порівнювалися соціальний та економічний розвиток у двох абсолютно різних індонезійських містах — Моджокерто на острові Ява й Табанан на острові Балі, та «Agricultural Involution», де досліджувався зв'язок між щільністю населення та типом агрокультури. Також Гірц проводив польові дослідження у Марокко, де вивчав іслам та його вплив на культуру, економічне, соціальне та сімейне життя регіону. Результатом цих (а також попередніх індонезійських) досліджень стала праця «Islam Observed, Religious Development in Morocco and Indonesia», що побачила світ у 1968 р. На момент смерті Гірц вивчав питання етнічного розмаїття та його наслідків у загальносвітових процесах.

## Основні ідеї
Основні праці присвячені традиційним релігіям і культурам Південно-східної Азії та Північної Африки. Кліфорд Гірц вважав себе прибічником веберівської «розуміючої соціології». Він став засновником інтерпретативного підходу у антропології, застосовуючи у ній герменевтичний підхід до трактування культури. Слід за Евансом-Прітчардом він відкидає позитивістську концепцію етнології. Його герметичний підхід проявляється у запереченні ідеї існування соціальних фактів. Гірц багато уваги приділяє методологічному аналізу ролі посередників (у першу чергу самих дослідників) у донесенні фактів та їх подальшу інтерпретацію.

### Інтерпретативна антропологія
Кліфорда Гірца вважають засновником інтерпретативної антропології, послідовником герменевтичної традиції трактування культур. Суть цього методу зводиться до «читання» культур, порівнюючи культури з текстами. Культуралізм перетворюється на текстуалізм, але головна ідея, що кожна культура — світ у собі, зберігається. Він висунув семіотичну теорію культур, згідно з якою культура розуміється як символічна мережа, що належить семіотичному контексту. Людина є істотою, що заплуталась у власностворених тенетах символічних значень. Культуру не можна пізнати за допомогою наукових експериментів чи певних законів, лише за допомогою суб'єктивної інтерпретації. Одним із методів такого пізнання виступає насичений опис (thick description).

### Насичений опис
У 1973 р. Гірц опублікував свою працю «Інтерпретація культур», у якій вводить поняття насиченого опису. У цьому він опирається на статтю Гілберта Райла «What Is 'Le Penseur' Doing?», особливо відмічаючи його «кліпаючу аналогію». Вивчаючи культурні процеси, він пов'язав ідею культури з ідеєю стилю життя та поведінки. Він наголошував, що соціальні факти не існують поза межами значень, що їх їм надають актори. Задача дослідника полягає у правильній інтерпретації значення, що міститься у кожній соціальній дії, та у розумінні першопричин, що надають дії сенсу. Сьогодні насичений опис застосовується у багатьох галузях, зокрема у літературному критицизмі.

## Основні праці

### Основні твори англійською мовою
- The Religion of Java (1960)
- Peddlers and Princes: Social Change and Economic Modernization in Two Indonesian Towns (1963)
- Agricultural Involution: the process of ecological change in Indonesia (1964)
- Ideology as a Cultural System. In Ideology and Discontent. Ed. David Apter. pp. 47–76.  (1964)
- Islam Observed, Religious Development in Morocco and Indonesia (1968)
- The Interpretation of Cultures (1973)
- Kinship in Bali (1975)
- Negara: The Theatre State in Nineteenth-century Bali (1980)
- Local Knowledge: further essays in interpretive anthropology (1983)
- Works and Lives: The Anthropologist As Author (1988)
- After the Fact: Two Countries, Four Decades, One Anthropologist (1995)
- Available Light: Anthropological Reflections on Philosophical Topics (2000)

### Тексти російською чи українською мовами
- Тексти російською мовою [Архівовано 18 квітня 2021 у Wayback Machine.]
- Тексти українською мовою [Архівовано 20 квітня 2021 у Wayback Machine.]

## Виноски
1. ↑  Find a Grave — 1996.
2. 1 2 3  Чеська національна авторитетна база даних
3. ↑  http://www.nndb.com/edu/928/000098634/
4. ↑  Bibliothèque nationale de France BNF: платформа відкритих даних — 2011.
5. ↑  CONOR.Sl
6. ↑  NNDB — 2002.
7. ↑  What is le Penseur doing?, Gilbert Ryle, архів оригіналу за 21 грудня 2014, процитовано 5 червня 2011